# Слово на сторожі
«Слово на сторожі» — орган Товариства плекання рідної мови.
Виходить з 1964 у Вінніпезі щорічними зошитами; містить статті з культури української мови (головно в Канаді й США).
За редакцією Я. Рудницького, П. Ковалева, В. Чапленка, Б. Білаша та ін.